# جوردن براون (لاعب سنوكر)
جوردن براون (بالإنجليزية: Jordan Brown)‏ هو لاعب سنوكر بريطاني، ولد في 9 أكتوبر 1987 في Antrim ‏ في المملكة المتحدة.

## روابط خارجية
- جوردن براون على موقع CueTracker.net (الإنجليزية)
- جوردن براون على موقع بطولة العالم للسنوكر (الإنجليزية)